# 萧劳
萧劳（1896年—1996年），原名禀原，字钟美，后改重梅，别号萧斋、善忘翁，男，汉族，原籍广东梅县，生于河南浚县，中国书法家，曾任中国书法家协会名誉理事。